# Marko Elsner
Marko Elsner (Ljubljana, 11 april 1960 - aldaar, 18 mei 2020) was een Sloveens betaald voetballer die speelde als verdediger. Hij won met Joegoslavië de bronzen medaille op de Olympische Spelen van 1984, al kwam hij niet in actie in Los Angeles. Zijn vader Branko Elsner was trainer-coach, en zijn zoons Luka en Rok zijn eveneens actief als profvoetballers. In 2008 was hij korte tijd bondscoach van Cambodja.

## Interlandcarrière
Onder leiding van bondscoach Bojan Prašnikar maakte Elsner zijn debuut voor het Sloveens voetbalelftal op 18 november 1992 in het oefenduel tegen Cyprus. Hij speelde in totaal twee interlands voor de voormalige Joegoslavische deelrepubliek, en droeg in beide duels de aanvoerdersband. Voordien speelde hij veertien interlands voor Joegoslavië.

## Erelijst
Rode Ster Belgrado
- Landskampioen

1984
- Bekerwinnaar

1985